# Trophée Gounouilhou 2010
Navigation
Édition précédente Édition suivante
| \| Ormesson Mougins Bondues Marcilly-en-Villette Chiberta Biarritz Hossegor Chantaco Amnéville Bussy-Saint-Georges Paris Racing Club de France Saint-Nom-la-Bretèche Prieuré Bordeaux Golf de Limère \| Localisation des clubs. |
| Ormesson Mougins Bondues Marcilly-en-Villette Chiberta Biarritz Hossegor Chantaco Amnéville Bussy-Saint-Georges Paris Racing Club de France Saint-Nom-la-Bretèche Prieuré Bordeaux Golf de Limère                               |

Le Trophée Gounouilhou 2010 est la 78e édition du Trophée Gounouilhou, un tournoi de golf organisé en France.

## Résumé de la compétition
Ormesson et Saint-Nom, les deux derniers vainqueurs se font éliminer en quart. La finale oppose Mougins au Paris Country Club. Ce dernier, après avoir dominé cette opposition, remporte le trophée

### Strokes - play
Les Strokes - play permettent de déterminer quelles équipe jouerons pour le titre (8 meilleures).Les autres jouerons pour le maintien.
| Classement | Clubs                 | Scores |
| ---------- | --------------------- | ------ |
| 1          | Ormesson              | 723    |
| 2          | Paris Country         | 727    |
| 3          | Racing club de France | 737    |
| 4          | Cannes-Mougins        | 739    |
| 5          | Saint-Nom-la-Bretèche | 743    |
| 6          | Bordelais             | 744    |
| 7          | Biarritz              | 744    |
| 8          | Chiberta              | 746    |
| 9          | Bussy                 | 746    |
| 10         | Bondues               | 752    |
| 11         | Chantaco              | 761    |
| 12         | Amnéville             | 766    |
| 13         | Marcilly              | 772    |
| 14         | Prieure               | 773    |
| 15         | Hossegor              | 773    |
| 16         | Limere                | 783    |

### Matchs -play

#### Tableau Final
|  | Quarts de finale  | Quarts de finale      | Quarts de finale   | Quarts de finale  |                       |                       | Demi-finales      | Demi-finales      | Demi-finales      | Demi-finales      |  |  | Finale            | Finale            | Finale            | Finale            |
|  |                   |                       |                    |                   |                       |                       |                   |                   |                   |                   |  |  |                   |                   |                   |                   |
|  | 7 mai 8h00, Tee 1 | 7 mai 8h00, Tee 1     | 7 mai 8h00, Tee 1  | 7 mai 8h00, Tee 1 |                       |                       | 8 mai 8h00, Tee 1 | 8 mai 8h00, Tee 1 | 8 mai 8h00, Tee 1 | 8 mai 8h00, Tee 1 |  |  | 9 mai 8h00, Tee 1 | 9 mai 8h00, Tee 1 | 9 mai 8h00, Tee 1 | 9 mai 8h00, Tee 1 |
|  | 7 mai 8h00, Tee 1 | 7 mai 8h00, Tee 1     | 7 mai 8h00, Tee 1  | 7 mai 8h00, Tee 1 |                       |                       | 8 mai 8h00, Tee 1 | 8 mai 8h00, Tee 1 | 8 mai 8h00, Tee 1 | 8 mai 8h00, Tee 1 |  |  | 9 mai 8h00, Tee 1 | 9 mai 8h00, Tee 1 | 9 mai 8h00, Tee 1 | 9 mai 8h00, Tee 1 |
|  | 1er               | Ormesson              | 3                  | 3                 |                       |                       | 8 mai 8h00, Tee 1 | 8 mai 8h00, Tee 1 | 8 mai 8h00, Tee 1 | 8 mai 8h00, Tee 1 |  |  | 9 mai 8h00, Tee 1 | 9 mai 8h00, Tee 1 | 9 mai 8h00, Tee 1 | 9 mai 8h00, Tee 1 |
|  | 1er               | Ormesson              | 3                  | 3                 |                       |                       | 8 mai 8h00, Tee 1 | 8 mai 8h00, Tee 1 | 8 mai 8h00, Tee 1 | 8 mai 8h00, Tee 1 |  |  | 9 mai 8h00, Tee 1 | 9 mai 8h00, Tee 1 | 9 mai 8h00, Tee 1 | 9 mai 8h00, Tee 1 |
|  | 8e                | Chiberta              | 4                  | 4                 |                       |                       | 8 mai 8h00, Tee 1 | 8 mai 8h00, Tee 1 | 8 mai 8h00, Tee 1 | 8 mai 8h00, Tee 1 |  |  | 9 mai 8h00, Tee 1 | 9 mai 8h00, Tee 1 | 9 mai 8h00, Tee 1 | 9 mai 8h00, Tee 1 |
|  | 8e                | Chiberta              | 4                  | 4                 | Chiberta              | Chiberta              | 2                 | 2                 |                   |                   |  |  | 9 mai 8h00, Tee 1 | 9 mai 8h00, Tee 1 | 9 mai 8h00, Tee 1 | 9 mai 8h00, Tee 1 |
|  | 7 mai 8h17, Tee 1 |                       |                    |                   | Chiberta              | Chiberta              | 2                 | 2                 |                   |                   |  |  | 9 mai 8h00, Tee 1 | 9 mai 8h00, Tee 1 | 9 mai 8h00, Tee 1 | 9 mai 8h00, Tee 1 |
|  |                   |                       | Cannes-Mougins     | Cannes-Mougins    | 5                     | 5                     |                   |                   |                   |                   |  |  | 9 mai 8h00, Tee 1 | 9 mai 8h00, Tee 1 | 9 mai 8h00, Tee 1 | 9 mai 8h00, Tee 1 |
|  | 4e                | Cannes-Mougins        | Cannes-Mougins     | Cannes-Mougins    | 5                     | 5                     | 4                 | 4                 |                   |                   |  |  | 9 mai 8h00, Tee 1 | 9 mai 8h00, Tee 1 | 9 mai 8h00, Tee 1 | 9 mai 8h00, Tee 1 |
|  | 4e                | Cannes-Mougins        | 8 mai 8h00, Tee 10 |                   |                       |                       | 4                 | 4                 |                   |                   |  |  | 9 mai 8h00, Tee 1 | 9 mai 8h00, Tee 1 | 9 mai 8h00, Tee 1 | 9 mai 8h00, Tee 1 |
|  | 5e                | Saint-Nom-la-Bretèche | 3                  | 3                 |                       |                       |                   |                   |                   |                   |  |  | 9 mai 8h00, Tee 1 | 9 mai 8h00, Tee 1 | 9 mai 8h00, Tee 1 | 9 mai 8h00, Tee 1 |
|  | 5e                | Saint-Nom-la-Bretèche | 3                  | 3                 | Cannes-Mougins        | Cannes-Mougins        | 2                 | 2                 |                   |                   |  |  |                   |                   |                   |                   |
|  | 7 mai 8h34, Tee 1 |                       |                    |                   | Cannes-Mougins        | Cannes-Mougins        | 2                 | 2                 |                   |                   |  |  |                   |                   |                   |                   |
|  |                   |                       | Paris Country      | Paris Country     | 5                     | 5                     |                   |                   |                   |                   |  |  |                   |                   |                   |                   |
|  | 3e                | Racing club de France | Paris Country      | Paris Country     | 5                     | 5                     | 4                 | 4                 |                   |                   |  |  |                   |                   |                   |                   |
|  | 3e                | Racing club de France |                    |                   |                       |                       |                   |                   |                   |                   |  |  |                   |                   |                   |                   |
|  | 6e                | Bordelais             | 3                  | 3                 |                       |                       |                   |                   |                   |                   |  |  |                   |                   |                   |                   |
|  | 6e                | Bordelais             | 3                  | 3                 | Racing club de France | Racing club de France | 2,5               | 2,5               |                   |                   |  |  |                   |                   |                   |                   |
|  | 7 mai 8h51, Tee 1 |                       |                    |                   | Racing club de France | Racing club de France | 2,5               | 2,5               |                   |                   |  |  |                   |                   |                   |                   |
|  |                   |                       | Paris Country      | Paris Country     | 4,5                   | 4,5                   |                   |                   |                   |                   |  |  |                   |                   |                   |                   |
|  | 2e                | Paris Country         | Paris Country      | Paris Country     | 4,5                   | 4,5                   | 5,5               | 5,5               |                   |                   |  |  |                   |                   |                   |                   |
|  | 2e                | Paris Country         |                    |                   |                       |                       |                   | 5,5               |                   |                   |  |  |                   |                   |                   |                   |
|  | 7e                | Biarritz              | 1,5                | 1,5               |                       |                       |                   |                   |                   |                   |  |  |                   |                   |                   |                   |
|  | 7e                | Biarritz              | 1,5                | 1,5               |                       |                       |                   |                   |                   |                   |  |  |                   |                   |                   |                   |
|  |                   |                       |                    |                   |                       |                       |                   |                   |                   |                   |  |  |                   |                   |                   |                   |

##### Résultat
| Trophée Gounouilhou 2010 Vainqueur Paris Country Club 1er titre |

#### Barrages
Il y a 2 groupes de barrages les 2 meilleures équipe de chaque groupe se maintiennes

##### Groupe 1
| Classement | Club      | Matchs joués | Victoires | Défaite |
| ---------- | --------- | ------------ | --------- | ------- |
| 1          | Bussy     | 2            | 2         | 0       |
| 2          | Marcilly  | 3            | 2         | 1       |
| 3          | Amnéville | 3            | 1         | 2       |
| 4          | Limère    | 2            | 0         | 2       |

##### Groupe 2
| Classement | Club     | Matchs joués | Victoires | Défaite |
| ---------- | -------- | ------------ | --------- | ------- |
| 1          | Chantaco | 2            | 2         | 0       |
| 2          | Bondues  | 3            | 2         | 1       |
| 3          | Hossegor | 3            | 1         | 2       |
| 4          | Prieure  | 2            | 0         | 2       |